# Ikebukuro

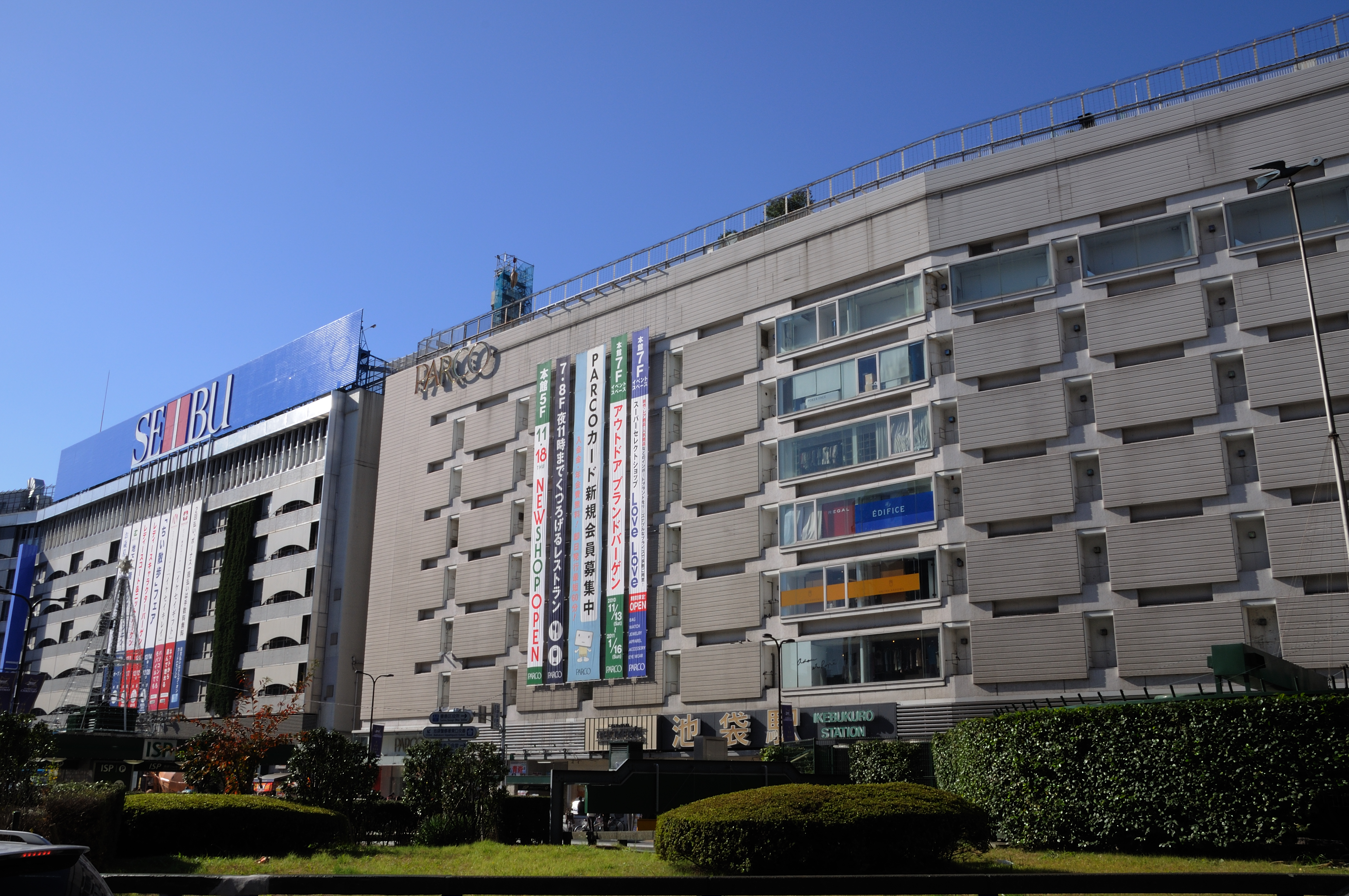
Stazione di Ikebukuro

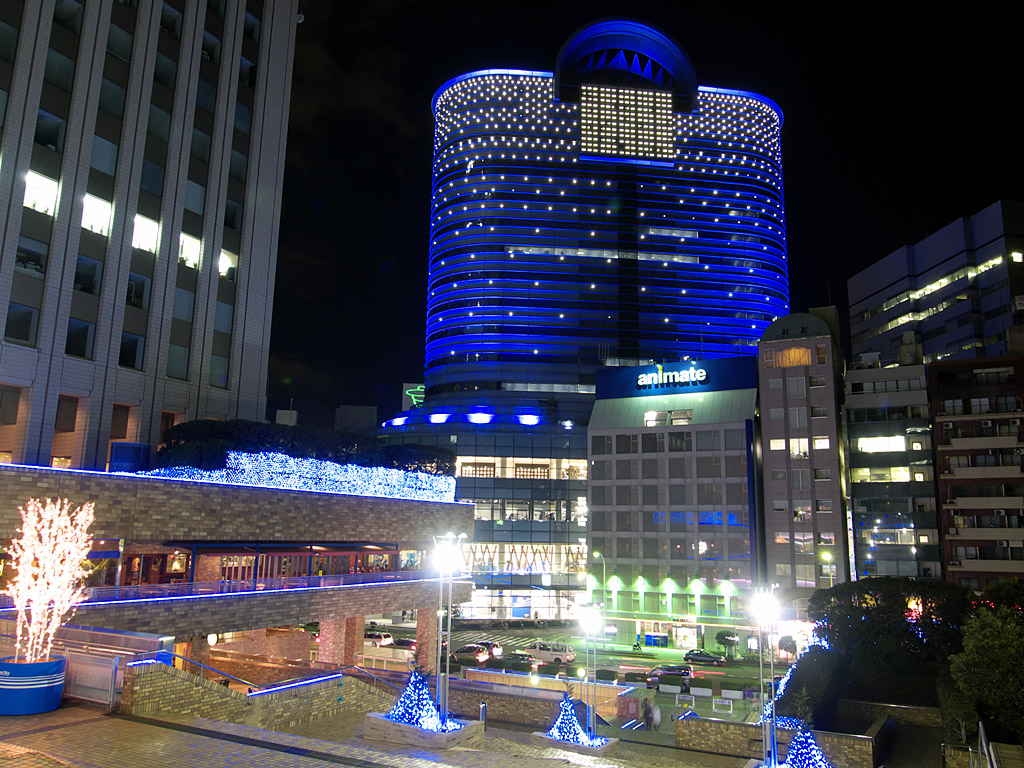
Palazzo Amlux della Toyota

Ikebukuro (池袋?, Ikebukuro) è un distretto del quartiere speciale di Toshima e una delle aree più attive ed importanti di Tokyo, in Giappone.

## Storia
Il vecchio villaggio di Ikebukuro sorgeva a nord-ovest della stazione. La maggior parte dell'area su cui è costruita la moderna Ikebukuro era storicamente nota come Sugamo. In epoca Taishō e Shōwa, i prezzi relativamente bassi dei terreni attrassero artisti e lavoratori stranieri, che diedero un'atmosfera cosmopolita a Ikebukuro.
Fino al 1º ottobre 1932, quando fu istituito il quartiere di Toshima, l'area era una municipalità indipendente di Ikebukuro-mura (池袋村).

## Etimologia
Il kanji per Ikebukuro significa letteralmente "borsa da stagno" (池袋). Fuori dall'uscita ovest della stazione di Ikebukuro, vicino a un ingresso della linea Fukutoshin, c'è una piccola targa che spiega come la zona un tempo avesse più laghi, da cui il nome.
C'è una piccola statua di un gufo situata vicino al centro della città chiamata Ikefukurō-zō (池梟像), che significa statua del gufo da stagno. È un gioco di parole, poiché "gufo" (梟fukurō) si pronuncia in modo simile a "borsa" (袋fukuro). La statua del gufo è diventata un famoso luogo di incontro, sulla falsariga della statua di Hachikō situata fuori dalla stazione di Shibuya.

## Paesaggio urbano
Dista solo quattro fermate di treno da Shinjuku ed è il terzo snodo ferroviario della megalopoli e del mondo. Ogni giorno nella stazione di Ikebukuro transitano circa 2,7 milioni di passeggeri, provenienti per la maggior parte dai sobborghi a nordovest del centro di Tokyo. A Ikebukuro fermano treni di diverse ferrovie: le linee Yūrakuchō, Shin-Yurakucho e Marunouchi della Tokyo Metro; la linea Tōbu Tōjō e la Tōbu Toshima; la linea Seibu Ikebukuro. Infine la linea circolare Yamanote e altre due linee JR (linea Shōnan-Shinjuku e linea Saikyō) per un totale di 7 linee.
Ikebukuro presenta un panorama commerciale molto vario e ricco, pur non riuscendo a rivaleggiare con le vicine Shinjuku e Shibuya, molto ambite dai giovani alla moda. Qui hanno sede i due più grandi magazzini della città (Tobu e Seibu; Tobu Ikebukuro è il più grande del mondo) attirando clienti da tutto il Giappone. Probabilmente l'edificio più significativo del quartiere è il grattacielo Sunshine 60, al tempo il più alto dell'Asia. Al suo interno vi sono molti negozi all'avanguardia e un acquario. Ikebukuro detiene anche il record per quanto riguarda i saloni d'auto: la Toyota Amlux, di fronte al Sunshine 60, è il più vasto spazio vendita di auto del mondo.
Il distretto è attraversato dall'autostrada sopraelevata n.5 Ikebukuro, a cui si può accedere tramite uno svincolo nei pressi del Sunshine. Ikebukuro è stato oggetto di un grande piano di rinnovamento urbano da parte del governo metropolitano.

## Criminalità
Nel distretto ha sede l'organizzazione criminale Kyokuto-kai.